# Casa-palacio de Domingo Trespalacios

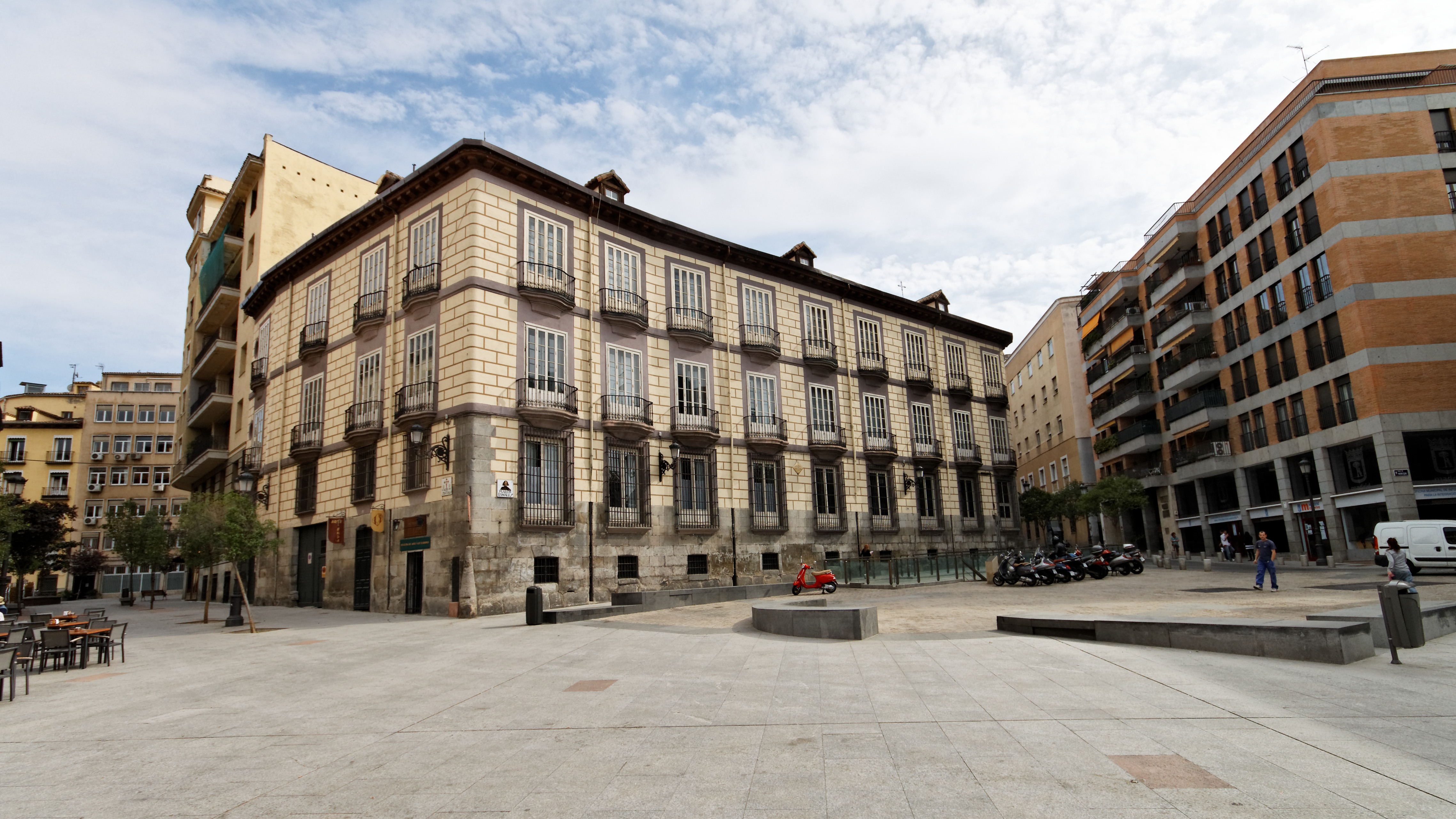
Casa-palacio de Domingo Trespalacios

La casa-palacio de Domingo Trespalacios es un edificio de viviendas y oficinas situado en Madrid en la plaza de Ramales n.º 3 con vuelta a la calle de Santiago, calle de San Nicolás y calle de la Cruzada. El solar tiene una antigua historia desde el siglo XVI momento en que se construyeron las primeras casas ocupadas por gente principal. Fueron derribadas y vuelta a construir otras más sólidas hasta llegar al siglo XX en que se destinaron las plantas del último edificio construido a viviendas y oficinas que es como perduran en el siglo XXI.

## Historia y descripción del edificio
En el catastro urbano realizado en el siglo XVIII en Madrid llamado Planimetría General de Madrid se da noticia de que en el siglo XVI se habían construido unas casas en la manzana 428 y ya no hay más noticias hasta 1603 en que los documentos hablan de la compra de dichas casas por Pedro Osorio de Guzmán, hijo de los primeros condes de Olivares que pasaron a ser conocidas como «casas de los Guzmanes». En ellas habitó por algún tiempo su descendiente el conde-duque de Olivares Gaspar de Guzmán y Pimentel.

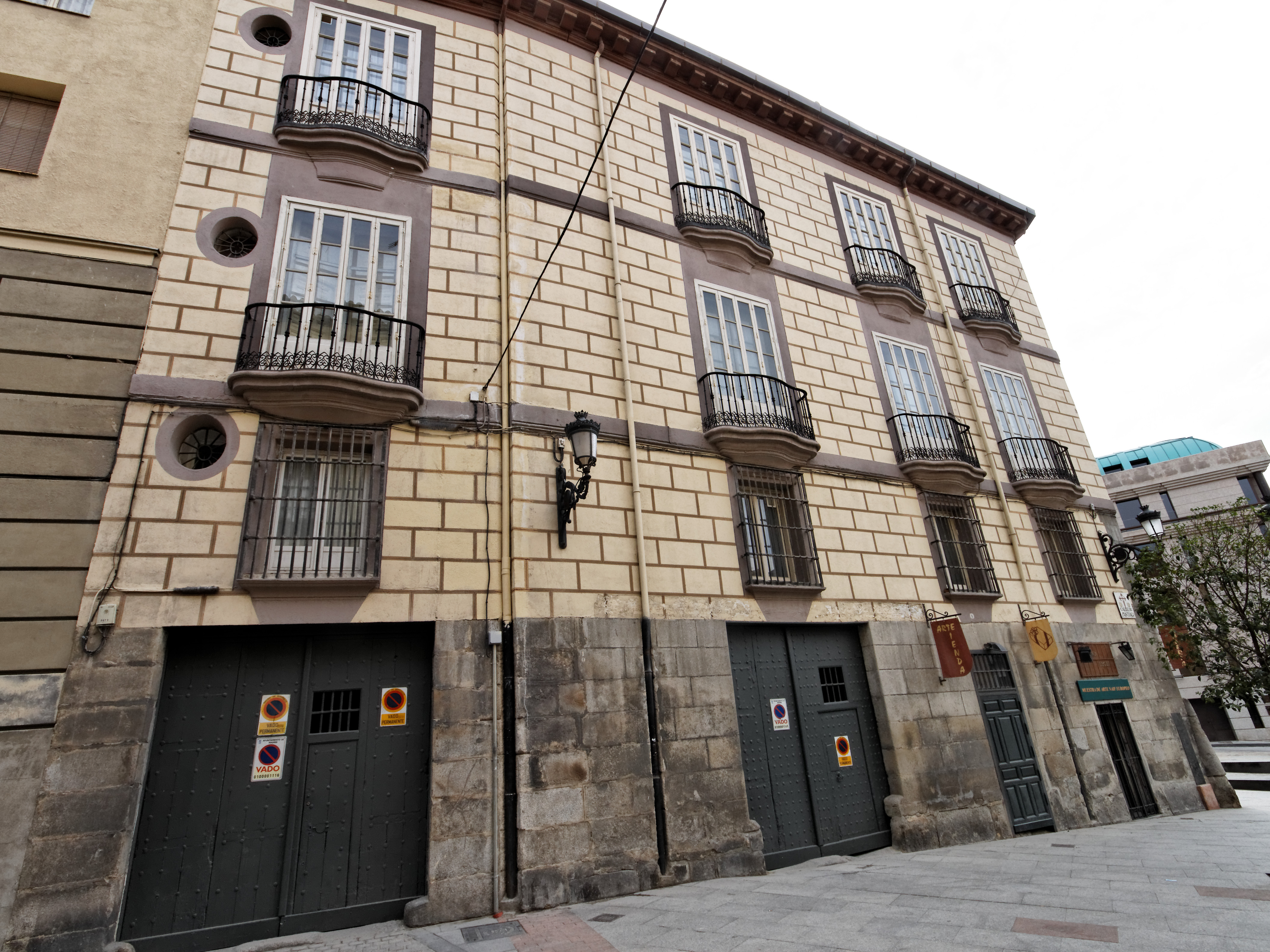
Fachada de la calle de Santiago; pueden verse los dos portalones, el zócalo y los balcones curvilíneos barrocos

En 1767 las casas eran propiedad del duque de Alba, Fernando de Silva y Álvarez de Toledo quien se las vendió al año siguiente a Domingo Trespalacios y Escandón. Trespalacios era oriundo de Alles (Asturias) donde nació en 1706. Fue nombrado oidor de la Audiencia de Nueva España y allí se casó en 1757 con María Cecilia Rodríguez de Albuerne cuya familia era también natural de Asturias. Entre otros cargos y obligaciones fue protector y juez para el Santuario de Guadalupe.
En 1768 las casas estaban prácticamente arruinadas por lo que Trespalacios después de ampliar el terreno con la compra de una parcela contigua encargó su rehabilitación al arquitecto Andrés Díaz Carnicero. El resultado después de la compra fue un solar poligonal; el arquitecto levantó allí un edificio de tres plantas con patio trapezoidal. Todo el inmueble está recorrido por un zócalo de piedra que debido al desnivel del lugar resulta más alto por la calle de Santiago. En esta calle diseñó dos portalones y espacio para semisótanos. El edificio tiene la entrada principal por la calle de la Cruzada con una portada adintelada barroca, de granito, limitada por dos pilastras decoradas con guirnaldas. Sobre el dintel apoya el balcón principal. Todo el primer piso tiene ventanas con rejas mientras que los otros dos muestran balcones con barandilla curvilínea.
El palacio fue residencia de la familia Trespalacios hasta 1829. Antonio Fernández de Trespalacios y León que ostentaba el título de II conde de Trespalacios vendió la casa-palacio a José Collado, vecino y comerciante de Madrid. Su hija Josefa de Collado y Ranero que era Dama Noble de la Orden de la Reina María Luisa y que había recibido de Alfonso XII el 27 de julio de 1883 el título de marquesa de Revilla de la Cañada habitó la casa. Su descendiente Enrique de Ziburu y de Collado, III marqués de Revilla de la Cañada pidió licencia en 1939 para restaurar la casa que había quedado muy deteriorada tras los impactos de obuses de la Guerra Civil Española. El arquitecto fue José A. C. Fraile Ruiz de Quevedo que trasformó el palacio en un edificio de viviendas y oficinas. En 1934 estuvo ubicado en la planta baja de la fachada de la calle de la Cruzada n.º 4 el Colegio Oficial de Arquitectos hasta que en 1941 se mudó a la Cuesta de Santo Domingo, 3.